# Ordinary Corrupt Human Love
Ordinary Corrupt Human Love é o quarto álbum de estúdio da banda americana de blackgaze Deafheaven, lançado em 13 de julho de 2018 pela Anti-. O título do álbum foi inspirado no romance The End of the Affair, de Graham Greene, publicado em 1951.

## Lançamento e promoção
Em 30 de janeiro de 2018, o Deafheaven postou nas redes sociais uma foto dos membros gravando o álbum em um estúdio e, mais tarde, confirmou à Pitchfork que estavam trabalhando em um novo disco no 25th Street Recording, em Oakland, Califórnia, com seu colaborador e produtor de longa data, Jack Shirley.
O single principal, "Honeycomb", foi lançado em 18 de abril de 2018, e no dia seguinte, a banda anunciou o álbum e a turnê de apoio. O segundo single, "Canary Yellow", foi divulgado em 12 de junho.
Ordinary Corrupt Human Love foi disponibilizado para streaming exclusivo no NPR em 5 de julho, antes de seu lançamento oficial em 13 de julho, em CD, vinil, download digital e plataformas de streaming, através da Anti-.

## Recepção da crítica
No Metacritic, que atribui uma avaliação normalizada de 0 a 100 com base em críticas de publicações mainstream, Ordinary Corrupt Human Love recebeu uma pontuação média de 85, calculada a partir de 26 resenhas, indicando "aclamação universal".
Evan Lilly, do The Line of Best Fit, escreveu: "Ordinary Corrupt Human Love não é perfeito, mas o Deafheaven continua cativante", acrescentando: "Ao abraçar suas raízes no black metal, o Deafheaven explora seu lado mais suave e experimental, criando um dos álbuns de metal mais ricos e cinematográficos do ano." O crítico da DIY, Will Richards, opinou: "O Deafheaven finalmente parece confortável em suas múltiplas facetas, com seus mundos opostos se unindo perfeitamente", e afirmou que o álbum "reposiciona a banda como uma potência sem gênero definido e consolida seu status como um nome que transita entre o indie e o mainstream." TJ Kliebhan, do Consequence of Sound, disse que o álbum apresenta "peças emocionantes e performances afiadas, impulsionadas por uma banda que claramente se expande para além de sua zona de conforto com sucesso", complementando: "O álbum é um novo tom refrescante em seu som, sem abandonar a essência da banda."
| Críticas profissionais | Críticas profissionais |
| Pontuações agregadas   | Pontuações agregadas   |
| Fonte                  | Avaliação              |
| ---------------------- | ---------------------- |
| AnyDecentMusic?        | 8.3/10                 |
| Metacritic             | 85/100                 |
| Avaliações da crítica  |                        |
| Fonte                  | Avaliação              |
| AllMusic               | [ 5 ]                  |
| The A.V. Club          | B+                     |
| Consequence of Sound   | A−                     |
| The Guardian           | [ 8 ]                  |
| Kerrang!               | 4/5                    |
| NME                    | [ 10 ]                 |
| Pitchfork              | 8.5/10                 |
| Q                      | [ 12 ]                 |
| Rolling Stone          | [ 2 ]                  |
| The Skinny             | [ 13 ]                 |

James McMahon, da NME, escreveu: "O brilho do Deafheaven sempre esteve ligado à busca por uma verdade, como documentaristas antes da edição final. Essas canções são sujas, sombrias, muitas vezes desprovidas de luz, mas, como um broto surgindo de uma rachadura no asfalto, há algo que se assemelha à esperança. Uma sugestão de que talvez haja algo mais."

## Prêmios
| Publicação           | Prêmio                                  | Posição          | Ref.   |
| -------------------- | --------------------------------------- | ---------------- | ------ |
| Consequence of Sound | Top 25 Metal + Hard Rock albums of 2018 | 3                | [ 14 ] |
| Decibel              | Decibel's Top 40 Albums of 2018         | 14               | [ 15 ] |
| Phoenix New Times    | 10 Best Heavy Music Albums of 2018      | sem ranqueamento | [ 16 ] |
| Pitchfork            | Pitchfork's 50 Best Albums of 2018      | 28               | [ 17 ] |
| Rolling Stone        | 20 Best Metal Albums of 2018            | 5                | [ 18 ] |

## Lista de faixas
Todas as faixas escritas e compostas por George Clarke e Kerry McCoy. 
| N.º            | Título             | Duração |  |
| 1.             | "You Without End"  | 7:36    |  |
| 2.             | "Honeycomb"        | 11:04   |  |
| 3.             | "Canary Yellow"    | 12:17   |  |
| 4.             | "Near"             | 5:28    |  |
| 5.             | "Glint"            | 10:57   |  |
| 6.             | "Night People"     | 4:07    |  |
| 7.             | "Worthless Animal" | 10:07   |  |
| Duração total: | Duração total:     | 61:36   |  |

Notas
- "You Without End" inclui trechos de voz falada por Nadia Kury, extraídos da história curta Black and Borax, de Tom McElravey.

- "Night People" conta com vocais adicionais e produção de Chelsea Wolfe e Ben Chisholm.

## Ficha técnica
Créditos adaptados das notas do encarte de Ordinary Corrupt Human Love.
Deafheaven
- George Clarke – vocais, piano, teclados
- Kerry McCoy – guitarra
- Daniel Tracy – bateria
- Shiv Mehra – guitarra
- Chris Johnson – baixo

Músicos adicionais
- Jack Shirley – produção, engenharia de som, mixagem, masterização
- Nadia Kury – voz falada (faixa 1)
- Chelsea Wolfe – vocais adicionais, produção adicional (faixa 6)
- Ben Chisholm – vocais adicionais, produção adicional (faixa 6)
- Nick Steinhardt – direção de arte, design
- Sean Stout – fotografia

## Paradas
| Paradas (2018)                                | Melhor Posição |
| --------------------------------------------- | -------------- |
| Australian Albums (ARIA)                      | 54             |
| Bélgica (Ultratop Flandres)                   | 90             |
| Países Baixos (Dutch Charts)                  | 162            |
| Alemanha (Offizielle Deutsche Charts)         | 23             |
| Escócia (Official Scottish Albums)            | 47             |
| Reino Unido (Official Albums Chart)           | 99             |
| Reino Unido (UK Rock & Metal Albums)          | 4              |
| Estados Unidos (Billboard 200)                | 111            |
| Estados Unidos (Billboard Independent Albums) | 4              |
| Estados Unidos (Top Tastemaker Albums)        | 2              |
| Estados Unidos (Top Hard Rock Albums)         | 5              |
| Estados Unidos (Top Rock Albums)              | 18             |